# 天主教卡賓達教區 (剛果民主共和國)
天主教卡賓達教區（拉丁語：Dioecesis Kabindaënsis）是剛果民主共和國一個羅馬天主教教區，屬卡南加總教區。
教區的前身是一個宗座代牧區，於1953年3月24日成立，1959年11月10日升為教區。教區位於該國中南部東開賽省東南部和加丹加省西北角，2011年時有240,000名教友（佔轄區總人口19.7%）、29個堂區和60名司鐸。現任教區主教為費利西安·恩坦布埃-卡森貝。